# Cleorodes
Cleorodes là một chi bướm đêm thuộc họ Geometridae.

## Các loài tiêu biểu
- Cleorodes lichenaria – Brussels Lace (Hufnagel, 1767)